# Александров Микита Олексійович
Александров Микита Олексійович (*15 червня 1905, с. Гродівка, Катеринославська губернія, Російська імперія (нині Красноармійський район, Донецька область, Україна) — † 31 грудня 1971, м. Донецьк) — український радянський військовик, Герой Радянського Союзу (1944)

## Життєпис
Народився в 1905 році в с. Гродівка.
Указом Президії Верховної Ради СРСР від 15 січня 1944 року за мужність і героїзм, проявлені при форсуванні Дніпра, Микиті Олексійовичу Александрову присвоєно звання Героя Радянського Союзу.
Потім брав участь у жорстоких боях в Білорусі та Прибалтиці, звільняв Варшаву і брав Берлін. Після війни протягом 20 років Н. А. Александров успішно працював в Донецькому науково-дослідному вугільному інституті.
Пішовши на пенсію, він брав найактивнішу участь у громадській роботі, був членом обкому ДТСААФ, правління товариства «Знання», нештатним лектором Донецького обкому ЛКСМУ.
31 грудня 1971 Н. А. Александров помер.